# 19393 Davidthompson
19393 Davidthompson este un asteroid din centura principală de asteroizi.

## Descriere
19393 Davidthompson este un asteroid din centura principală de asteroizi. A fost descoperit pe 27 februarie 1998 la Observatorul La Silla de Eric Walter Elst. Asteroidul prezintă o orbită caracterizată de o semiaxă mare de 2,39 ua, o excentricitate de 0,06 și o înclinație de 5,8° în raport cu ecliptica.